# Мальгоса, Сантьяго
Сантья́го Мальго́са Море́ра (исп. Santiago Malgosa Morera, кат. Santi Malgosa i Morera, 25 июля 1956, Тарраса, Испания) — испанский хоккеист (хоккей на траве), полевой игрок. Серебряный призёр летних Олимпийских игр 1980 года.

## Биография
Сантьяго Мальгоса родился 25 июля 1956 года в испанском городе Тарраса.
Играл в хоккей на траве за «Атлетик» из Таррасы в течение всей карьеры. Два раза выигрывал чемпионат Каталонии (1985—1986), три раза — Кубок Короля (1984—1986), четыре раза — чемпионат Испании (1983—1986).
В 1979 году в составе сборной Испании завоевал серебряную медаль хоккейного турнира Средиземноморских игр в Сплите.
В 1980 году вошёл в состав сборной Испании по хоккею на траве на летних Олимпийских играх в Москве и завоевал серебряную медаль. Играл в поле, провёл 6 матчей, забил 3 мяча (два в ворота сборной Танзании, один — Польше).
В 1984 году вошёл в состав сборной Испании по хоккею на траве на летних Олимпийских играх в Москве, занявшей 8-е место. Играл в поле, провёл 7 матчей, забил 1 мяч в ворота сборной Индии.

## Семья
Младший брат Сантьяго Мальгосы Ким Мальгоса (род. 1963) и двоюродный брат Хуан Мальгоса (род. 1959) также играли за сборную Испании по хоккею на траве. Ким Мальгоса завоевал серебро летних Олимпийских игр 1996 года, участвовал в Играх 1988, 1992 и 2000 годов. Хуан Мальгоса выступал на Олимпиадах 1984 и 1988 годов.